# Wapen van Zulte

Het wapen van Zulte

Het wapen van Zulte werd op 31 oktober 1819  per besluit van de Hoge Raad van Adel aan de Oost-Vlaamse gemeente Zulte toegekend. Het huidige wapen werd op 8 juli 1986 per Ministerieel Besluit toegewezen.

## Blazoeneringen
Het wapen heeft in totaal vier versies, en evenzoveel blazoengen, gekend. Hieronder de vier verschillende versies:

### Eerste versie
De eerste blazoenering luidt als volgt:
Gevierendeeld, het 1e van groen beladen met drie gouden herten koppen. Het 2e en 3e van goud beladen met een klimmende halve zwarte leeuw getongd en genageld van rood, het 4e van groen beladen met een halve klimmende zilveren bok.
Het wapen is gedeeld in vier kwartieren. Het eerste vlak is groen van kleur met daarop drie gouden hertenkoppen die naar de toeschouwer kijken. Het tweede en derde kwartier zijn goud van kleur, met daarop een halve, zwarte, klimmende leeuw. De nagels en tong van de leeuw zijn rood van kleur. Van de leeuw zijn alleen de achterpoten niet zichtbaar. Het laatste kwartier is net als het eerste groen van kleur, maar nu beladen met een halve, zilveren, klimmende bok.

### Tweede versie
De tweede beschrijving, tevens de huidige, omschrijving van het wapen luidt als volgt:
In sinopel drie aanziende hertekoppen van goud; hartschild: in lazuur drie omgekeerde moerbeibladeren van goud. Het schild getopt met een zwaan van zilver.
Het wapen is geheel groen van kleur. Op het groene veld staan drie gouden en naar de kijker toegewende hertenkoppen. In het hart van het schild is een blauw schildje geplaatst met daarop drie, met de punt van het blad naar beneden geplaatste, bladeren van de moerbei. Op het schild geen kroon, maar een zilveren zwaan.

## Geschiedenis
Het eerste wapen van Zulte, door de Hoge Raad van Adel toegekend in 1819, was gelijkend aan dat van de laatste feodale heren van Zundert, de familie Limnander. Het eerste wapen van Zulte was gebaseerd op het eerste kwartier van het wapen van de familie Limnander. Deze familie was de laatste feodale heer, Karel Jozef Maximiliaan Limnander kocht in 1715 de heerlijkheid van de familie de Liedekerke.
Het wapen van de voormalige gemeente Machelen is afkomstig van het wapen van de familie Van der Meere. Het werd in 1963 aan de gemeente toegekend.
Het wapen van de huidige gemeente Zulte werd na de fusie in 1977 in 1985 officieel aangevraagd en per Ministerieel Besluit van 7 mei 1985 verleend op 8 juli 1986.  Het wapen bestaat uit elementen van voorgaande wapens. De drie hertenkoppen komen uit het het eerste kwartier van het oude wapen van Zulte, het gehele hartschild is gelijk aan het wapen van Machelen. De zwaan is afkomstig uit het wapen van de historische heren van Olsene, de familie Lanchals, de plaats heeft als gemeente geen wapen gehad.
De vlag is opgedeeld in vier gelijke kwartieren. De twee aan de mastzijde groen en geel en aan de vluchtzijde geel en groen. Dit zijn de hoofdkleuren uit het wapen. Daarnaast zijn het ook de kleuren van de kwartieren van het oude wapen van Zulte.

## Vergelijkbare wapens
De volgende wapens zijn op historische gronden te vergelijken met het wapen van Zulte:

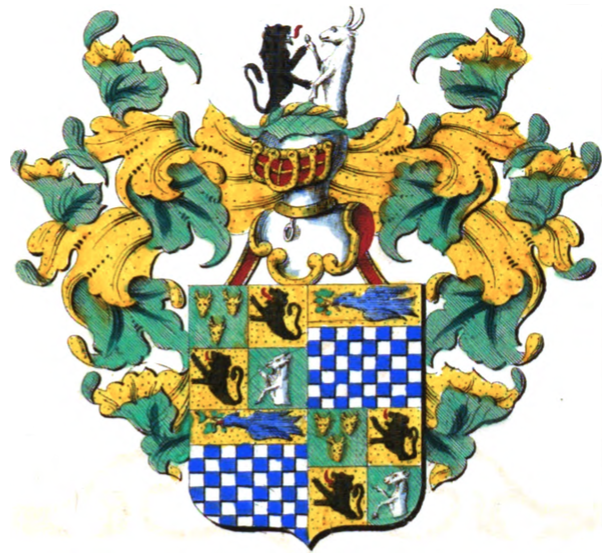
Het wapen van de familie Limnander
Het oude wapen van Zulte
Het oude wapen van Machelen (hier zonder bijhorende leeuwen en markiezenkroon)